# Iniciativa Sustentável (Aland)
A Iniciativa Sustentável (em sueco: Hållbart Initiativ) é um partido ambientalista das ilhas de Aland, na Finlândia.

## História
A Iniciativa Sustentável foi oficialmente formada como um partido político em junho de 2019 para participar nas eleições de Aland desse ano. Antes, era um movimento político não registado, embora já tivesse apresentado candidatos nas eleições anteriores.
Pertence ao Grupo do Centro no Conselho Nórdico.

## Resultados eleitorais

### Lagting(Parlamento das Ilhas de Aland)
| Data | Votos | %     | Eleitos |
| ---- | ----- | ----- | ------- |
| 2015 | 111   | 0,8%  | 0 / 30  |
| 2019 | 1.182 | 8,33% | 2 / 30  |